# アマンダ・アニシモバ
アマンダ・アニシモバ（Amanda Anisimova, ロシア語: Аманда Анисимова; 2001年8月31日 - ）は、アメリカの女子プロテニス選手。2025年ウィンブルドン選手権女子シングルスで準優勝。これまでにWTAツアーでシングルス3勝を挙げている。WTAランキング自己最高位はシングルス7位、ダブルス386位。身長180cm。右利き、バックハンド・ストロークは両手打ち。

## 来歴
両親はロシア出身。3歳からテニスを始める。
4大大会では2017年全仏オープンで主催者推薦選手として初出場した。1回戦で奈良くるみに 6-3, 5-7, 4-6 で敗れた。2018年9月のジャパン女子オープンテニスでは予選から勝ち上がり決勝に進出した。決勝で謝淑薇に 2–6, 2–6 で敗れ準優勝となった。
2019年全豪オープンでは1回戦でモニカ・ニクレスク、2回戦で第24シードのレシア・ツレンコ、3回戦で11シードのアリーナ・サバレンカを破り4回戦に進出した。4回戦では第8シードのペトラ・クビトバに 2–6, 1–6 で敗れた。4月のボゴタ大会の決勝でアストラ・シャルマを 4–6, 6–4, 6–1 で破りWTAツアー初優勝を果たした。
2019年全仏オープンではノーシードから快進撃を見せベスト8に進出した。準々決勝では第3シードの前年優勝者シモナ・ハレプを 6-2,  6-4 で破りベスト4に進出した。準決勝では優勝したアシュリー・バーティに 7-6, 3-6, 3-6 で敗れ決勝進出はならなかった。2019年全米オープンは直前にコーチであった父の急死により欠場した。2019年10月21日付ランキングで自己最高の26位を記録している。

## WTAツアー決勝進出結果

### シングルス: 7回 (3勝4敗)
| 大会グレード                  | 大会グレード  |
| 2020年以前                    | 2021年以後    |
| ----------------------------- | ------------- |
| グランドスラム (0–1)          |               |
| WTAファイナルズ (0–0)         |               |
| プレミア・マンダトリー (0–0)  | WTA1000 (1–1) |
| プレミア5 (0–0)               | WTA1000 (1–1) |
| WTAエリート・トロフィー (0–0) |               |
| プレミア (0–0)                | WTA500 (0–1)  |
| インターナショナル (1–1)      | WTA250 (1–0)  |

| 結果   | No. | 決勝日        | 大会           | サーフェス | 対戦相手                       | スコア        |
| ------ | --- | ------------- | -------------- | ---------- | ------------------------------ | ------------- |
| 準優勝 | 1.  | 2018年9月16日 | 広島           | ハード     | 謝淑薇                         | 2-6, 2-6      |
| 優勝   | 1.  | 2019年4月14日 | ボゴタ         | クレー     | アストラ・シャルマ             | 4-6, 6-4, 6-1 |
| 優勝   | 2.  | 2022年1月9日  | メルボルン2    | ハード     | アリャクサンドラ・サスノビッチ | 7-5, 1-6, 6-4 |
| 準優勝 | 2.  | 2024年8月12日 | トロント       | ハード     | ジェシカ・ペグラ               | 3-6, 6-2, 1-6 |
| 優勝   | 3.  | 2025年2月16日 | ドーハ         | ハード     | エレナ・オスタペンコ           | 6-4, 6-3      |
| 準優勝 | 3.  | 2025年6月15日 | ロンドン       | 芝         | タチヤナ・マリア               | 3-6, 4-6      |
| 準優勝 | 4.  | 2025年7月13日 | ウィンブルドン | 芝         | イガ・シフィオンテク           | 0-6, 0-6      |

## 4大大会シングルス成績
略語の説明
| W | F | SF | QF | #R | RR | Q# | LQ | A | Z# | PO | G | S | B | NMS | P | NH |

W=優勝, F=準優勝, SF=ベスト4, QF=ベスト8, #R=#回戦敗退, RR=ラウンドロビン敗退, Q#=予選#回戦敗退, LQ=予選敗退, A=大会不参加, Z#=デビスカップ/BJKカップ地域ゾーン, PO=デビスカップ/BJKカッププレーオフ, G=オリンピック金メダル, S=オリンピック銀メダル, B=オリンピック銅メダル, NMS=マスターズシリーズから降格, P=開催延期, NH=開催なし.
| 大会           | 2016 | 2017 | 2018 | 2019 | 2020 | 2021 | 2022 | 2023 | 2024 | 2025 | 通算成績 |
| -------------- | ---- | ---- | ---- | ---- | ---- | ---- | ---- | ---- | ---- | ---- | -------- |
| 全豪オープン   | A    | A    | A    | 4R   | 1R   | A    | 4R   | 1R   | 4R   | 2R   | 10–6     |
| 全仏オープン   | A    | 1R   | A    | SF   | 3R   | 1R   | 4R   | A    | 2R   | 4R   | 14–7     |
| ウィンブルドン | A    | A    | A    | 2R   | NH   | 1R   | QF   | A    | LQ   | F    | 11–4     |
| 全米オープン   | LQ   | LQ   | 1R   | A    | 3R   | 2R   | 1R   | A    | 1R   |      | 3–5      |